# كريستوفر روبنسون (سياسي)
كريستوفر روبنسون هو محامي وسياسي كندي، ولد في 1763، وتوفي في 2 نوفمبر 1798.